# أرتيم ستاك
أرتيم ستاك (بالروسية: Ситак, Артём Юрьевич)‏ مواليد 8 فبراير 1986 في أورينبورغ، الاتحاد السوفيتي، هو لاعب كرة مضرب نيوزلندي يلعب باليد اليمنى ويحتل حالياً المرتبة رقم. 1213 (1 فبراير 2016) في تصنيف رابطة محترفي كرة المضرب. أعلى تصنيف له في الفردي كان المركز الـ 299 في سنة 2008.

## وصلات خارجية
- أرتيم ستاك على موقع رابطة محترفي التنس (الإنجليزية)
- أرتيم ستاك على موقع الاتحاد الدولي لكرة المضرب (الإنجليزية)
- أرتيم ستاك على موقع كأس ديفيز (الإنجليزية)
- أرتيم ستاك على موقع خلاصة التنس.كوم (الإنجليزية)
- أرتيم ستاك على موقع إي إس بي إن.كوم (الإنجليزية)